# Indemnitätsgesetz
La Indemnitätsgesetz (legge sull'indennizzo) fu una legge dello Stato Prussiano "... riguardante la concessione di indennità (liquidazione) in relazione alla gestione del bilancio dello Stato dal 1862 e l'autorizzazione alla spesa dello Stato per l'anno 1866 dal 14 settembre 1866“. Fu annunciato il 26 settembre 1866 (GS. S. 563).
La Camera dei Rappresentanti prussiana approvò, successivamente alla costituzione della Confederazione Tedesca del Nord, l'impunità del governo prussiano (specialmente di Otto von Bismarck) per gli eventi legati al Conflitto costituzionale prussiano del 1862.

## Origine
A causa del dualismo tra la Prussia e l'Austria, il re prussiano Guglielmo I e il ministro della Guerra Albrecht von Roon ritennero indispensabile una riforma dell'esercito. Nonostante il forte aumento della popolazione, il numero annuo di reclute non era aumentato dai tempi del Congresso di Vienna. Il parlamento dominato dai liberali, che secondo la costituzione prussiana deteneva il diritto di bilancio, non si espresse, in linea di principio, contro una riforma dell'esercito e riconobbe, come necessaria, l'espansione de facto dell'esercito, ma rifiutò di estendere il periodo di leva da due a tre anni e si espresse a favore di un Landwehr più forte. Di conseguenza, il bilancio previsto fu respinto e Guglielmo I meditò l'abdicazione a favore del figlio, considerato liberale. Ma la nomina a cancelliere del politico ultra-conservatore Otto von Bismarck invertì la tendenza: con l'espediente politico della c.d. teoria del gap, secondo cui in una controversia tra il monarca e il parlamento avrebbe prevalso il sovrano, il primo ministro superò l'opposizione del parlamento, ma si espose alla continua accusa di violazione della costituzione.
Dal momento che la riforma dell'esercito venne portata avanti senza l'approvazione finanziaria del parlamento, la Camera dei Rappresentanti protestò contro le azioni di Bismarck e denunciò la collaborazione politica del re prussiano, chiedendo invano l'allontanamento di Bismarck e una maggiore influenza del parlamento sulla composizione del governo. Di conseguenza, re Guglielmo I sciolse il parlamento con l'accusa di "comportamento illegittimo". Da allora in poi, Bismarck governò senza un bilancio autorizzato dal parlamento e nella guerra tedesca ottenne l'egemonia prussiana contro l'Austria.
I partiti dell'opposizione della Camera dei rappresentanti prussiana nel conflitto costituzionale sostennero che il governo non si sarebbe trovato al di fuori della costituzione senza un bilancio approvato. Al contrario, Bismarck costruì la sua "teoria del gap". Sulla base di questa teoria costituzionalmente discutibile, Bismarck governò dal 1862 al 1865 senza un bilancio approvato dalla Camera dei Rappresentanti e di fatto contro il Parlamento.

## L'Indemnitätsvorlage
Dopo la vittoria di Königgrätz contro le truppe austriache il 3 luglio 1866, grazie ai suoi successi in politica estera ed al successo elettorale dello stesso giorno, introdusse la legge sull'indennità (Indemnitätsvorlage). Dopo la vittoria sull'Austria, Bismarck volle assicurarsi l'impunità per le sue azioni nello scontro con la Camera dei Rappresentanti. In secondo luogo intese confermare la legittimità del bilancio per gli anni dal 1862 al 1865, ma allo stesso tempo considerò esplicitamente il diritto di bilancio della Camera come previsto dalla costituzione, in questo scelse un momento ideale per presentare un'offerta di riconciliazione ai liberali.
Bismarck ammise di aver interpretato la costituzione unilateralmente. In cambio, è stato confermato che non avrebbe potuto agire altrimenti in questa situazione eccezionale. Questo tentativo di riconciliazione con i liberali riuscì: il 3 settembre 1866, 230 voti favorevoli e 75 contrari sancirono la fine del conflitto costituzionale.
I liberali si divisero sul disegno di legge "Indemnitätsvorlage". Il Partito del Progresso lo respinse, mentre il neo costituito Partito Nazionale Liberale approvò la riforma dell'esercito attuata da Bismarck ed accettò un'unificazione piccolo-tedesca (ossia senza l'Austria). I membri dei nazional-liberali insistirono sull'imperativo bisogno di una parlamentarizzazione a seguito dell'imminente creazione dello Stato nazionale.

## Approvazione
Il 3 settembre la Camera dei Rappresentanti ha adottato l'Indemnitätsvorlage con 230 voti favorevoli, 75 voti contrari e 4 astensioni e l'8 settembre è stata approvata all'unanimità dalla Camera dei signori prussiana. L'Indemnitätsvorlage entrò in vigore il 14 settembre 1866. L'esercito e il conflitto costituzionale in Prussia così era finito.

## Contenuto (completo)
L'Indemnitätsgesetz si compone di 4 articoli. Fu firmata dal re prussiano Guglielmo e dal governo. 
"Noi Guglielmo, per grazia di Dio, re di Prussia ecc. emaniamo, con il consenso di entrambe le camere del Landtag della Monarchia, ciò che segue“
Articolo 1: "I rendiconti generali delle entrate e delle spese pubbliche allegati alla legge vigente sono destinati a servire da base per la contabilità e la gestione del governo dello Stato per gli esercizi 1862, 1863, 1864 e 1865 in sostituzione della legge di bilancio dello Stato, che deve essere approvata annualmente prima dell'inizio dell'esercizio finanziario.“
Articolo 2: "In relazione all'amministrazione del governo dello Stato, che sin dall'inizio dell'anno 1862 è stata priva di un bilancio statale approvato per legge, e fatta salva la risoluzione del Landtag sull'esonero da responsabilità del governo dello Stato dopo la presentazione dei bilanci annuali, il governo dello Stato riceve un'indennità in modo da rispondere degli oneri amministrativi dello Stato come se la gestione durante il suddetto periodo si fosse svolta sulla base di una legge.“
Articolo 3: "Il governo dello Stato è autorizzato per l'anno 1866 per le spese di amministrazione ordinaria fino a un importo di 154 milioni di talleri.“
Articolo 4: "Il governo dello Stato è tenuto a presentare al Landtag, nell'anno 1867, un rendiconto delle entrate e delle spese dello Stato per l'esercizio 1866.“
"Documentato dalla nostra firma e dal Regio Sigillo.“
"Dato a Berlino, lì 14 Settembre 1866.“